# Euphorbia decaryi

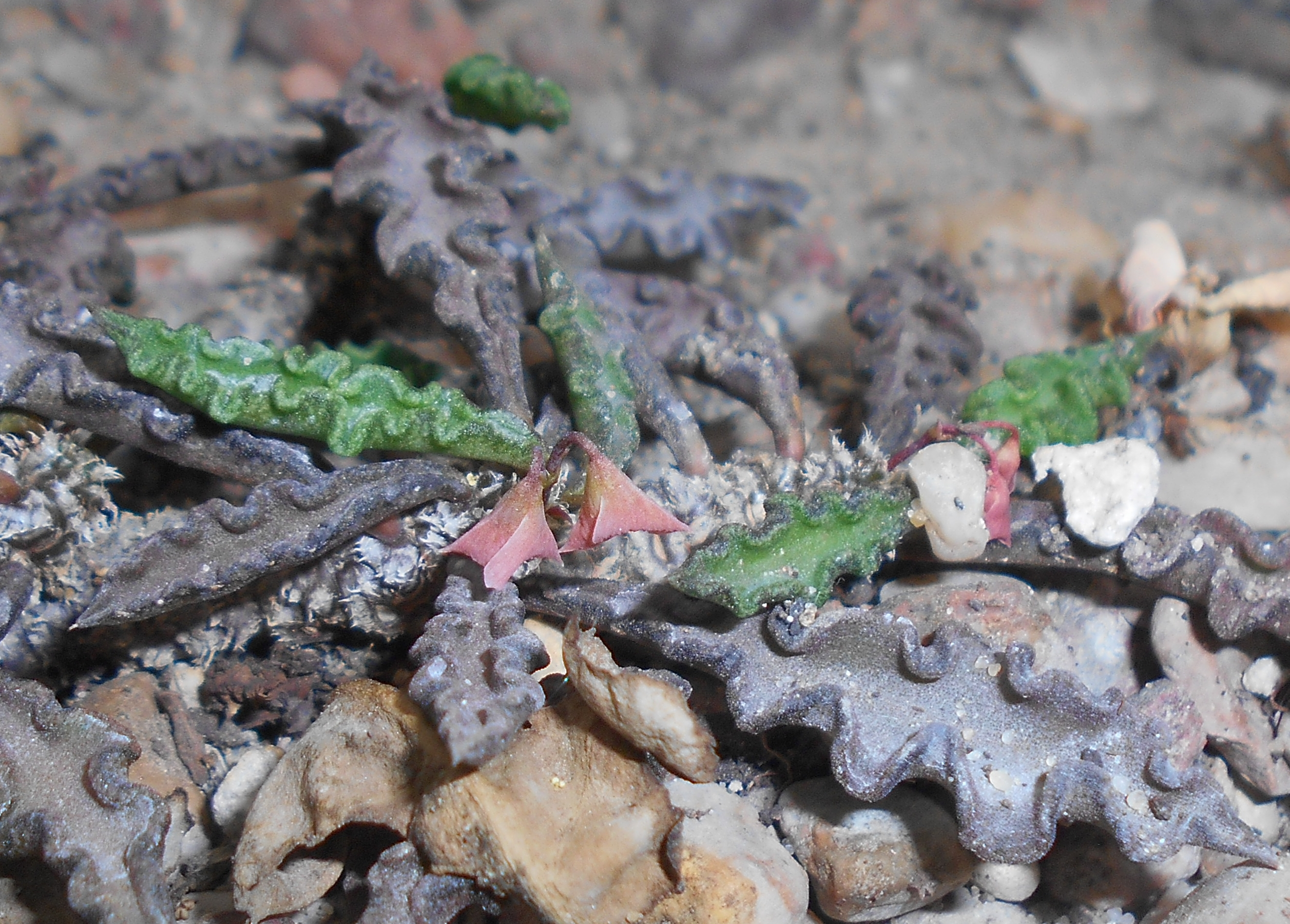
Euphorbia decaryi var. spirosticha

Euphorbia decaryi ist eine Pflanzenart aus der Gattung Wolfsmilch (Euphorbia) in der Familie der Wolfsmilchgewächse (Euphorbiaceae).

## Beschreibung
Die sukkulente Euphorbia decaryi wächst als kleiner Strauch und erreicht eine Höhe von bis zu 12 Zentimeter. Die 8 bis 15 Millimeter dicken Triebe bilden Ausläufer. Die steifen, sehr sukkulenten und eiförmigen Blätter stehen an den Triebspitzen und werden 5 Zentimeter lang und 1,5 Zentimeter breit. Die unteren Blätter haben einen geraden Rand, der Rand der oberen Blätter ist gewellt. Sie sind gräulich grün gefärbt und an der Blattbasis mit Flecken versehen. Der rote Blattstiel ist etwa 5 Millimeter dick. Die in engen, spiralförmigen Reihen stehenden Nebenblätter werden etwa 4 Millimeter lang und sind kurzlebig. Die Basis dieser Nebenblätter ist verdickt und auffällig strukturiert.
Der Blütenstand besteht aus einfachen Cymen. Sie stehen an bis zu 1,5 Zentimeter langen Stielen. Die nickenden Cyathophyllen sind rosagelb gefärbt und an den Rändern rot. Sie erreichen etwa 6 Millimeter Länge und 4 Millimeter in der Breite. Die Cyathien werden etwa 4 Millimeter im Durchmesser groß. Die elliptischen Nektardrüsen sind gelb gefärbt. Der Fruchtknoten ist sitzend und über die Früchte und den Samen ist nichts bekannt.

## Verbreitung und Systematik
Euphorbia decaryi ist endemisch auf Madagaskar verbreitet. Die Art steht auf der Roten Liste der IUCN und gilt als stark gefährdet (Endangered).
Die Erstbeschreibung der Art erfolgte 1934 durch André Guillaumin.
Es werden folgende Varietäten unterschieden:
- Euphorbia decaryi var. ampanihyense Cremers (1984)
im Unterschied zur Stammart sind die Blätter 30 Millimeter lang und 8 Millimeter breit; die Nebenblattdornen sind als kleine Warzen sichtbar; der Blütenstand steht an einem etwa 5 Millimeter langen Stiel
- Euphorbia decaryi var. decaryi
- Euphorbia decaryi var. robinsonii Cremers (1984)
im Unterschied zur Stammart werden die Pflanzen nicht so groß und besitzen eine knollige Wurzel; die Blätter werden 20 Millimeter lang und 8 Millimeter breit; der Blattstiel wird 2 Millimeter lang; die Nebenblätter stehen in fünf Reihen und sind an der Basis auf 2 Millimeter Breite und 3 Millimeter Länge verdickt; die Cyathophyllen stehen aufrecht; es wird eine Ähnlichkeit mit Euphorbia capsaintemariensis vermutet
- Euphorbia decaryi var. spirosticha Rauh & Buchloh (1987)
im Unterschied zur Stammart bleiben die Pflanzen kleiner; die lanzettlichen Blätter stehen in spiralförmigen Reihen und werden bis 1,5 Zentimeter lang; die Blattränder sind auffällig gewellt und die einfachen Nebenblätter verknorpelt oder in Borsten aufgegliedert; die Blütenstände sind einfache, nickende Cymen